# Deutsche Gesellschaft für Herpetologie und Terrarienkunde
Die Deutsche Gesellschaft für Herpetologie und Terrarienkunde (DGHT) ist ein gemeinnütziger Verein zur Förderung der Herpetologie und Terrarienkunde. Sie wurde 1964 als Nachfolgeorganisation des seit 1918 bestehenden „Salamander“ gegründet.
Die DGHT hat ca. 6000 Mitglieder aus mehr als 30 Ländern und ist damit eine der größten herpetologischen Gesellschaften weltweit. Sie widmet sich Themen aus:
- Wissenschaft und Forschung
- Natur-, Arten- und Tierschutz
- Reptilien- und Amphibien-Medizin
- Zucht, Haltung und Pflege von Terrarientieren
- Schulungen und Prüfungen Sachkundenachweis Terraristik nach § 11 Tierschutzgesetz

Die Herpetologie als Wissenschaft von den Reptilien und Amphibien und die Terraristik andererseits bestimmen das Profil der Gesellschaft. Sie bestimmt außerdem abwechselnd das Reptil und den Lurch des Jahres.

## Arbeitsgemeinschaften
Innerhalb der DGHT existieren neben verschiedenen Regional- und Stadtgruppen auch fachspezifische Arbeitsgemeinschaften (AGs):
- Amphibien- und Reptilienkrankheiten (AGARK) (nur für Tierärzte)
- Anuren (Froschlurche)
- Chamäleons
- Echsen
- Feldherpetologie und Artenschutz
- IguanAgama (Agamen und Leguane)
- Krokodile
- Lacertiden (Eidechsen)
- Literatur und Geschichte der Herpetologie und Terrarienkunde (LGHT)
- Schildkröten
- Schlangen
- Skinke (Glattechsen)
- Systematik
- Urodela (Schwanzlurche)
- Warane und Krustenechsen

## Publikationen
Die DGHT gibt mehrere Fachzeitschriften heraus, die für die Mitglieder kostenlos bzw. vergünstigt sind:
- Salamandra
- Mertensiella
- elaphe

Weitere Periodika werden von verschiedenen Arbeitsgruppen herausgegeben, derzeit zu den Themen „Schildkröten“ (RADIATA), „Schlangen“ (ophidia), „Literatur und Geschichte“ (Sekretär), „Chamäleons“ (CHAMAELEO), „Amphibien“ (amphibia) sowie „Eidechsen“ (Die Eidechse).
Darüber hinaus organisiert die DGHT zahlreiche Tagungen und Fachvorträge, unterstützt und fördert die herpetologische Forschung sowie Natur- und Artenschutzprojekte weltweit.